# Poema de los Hermanos

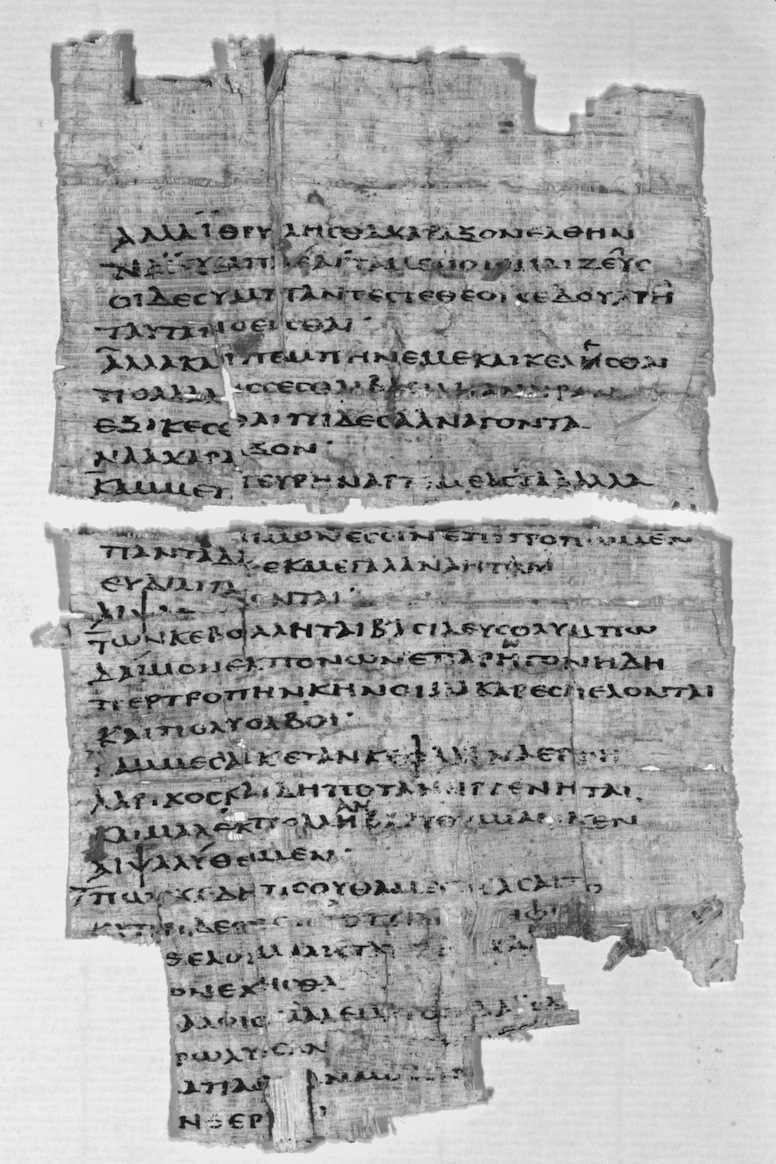
P. Sapph. Obbink: el fragmento de papiro que contiene el Poema de los Hermanos

El Poema de los Hermanos o Canción de los Hermanos es una serie de versos atribuido a Safo (ca. 650/610 - 580 a. C.), poetisa griega de la época arcaica. El poema, descubierto en 2014, llevaba perdido desde la Edad Antigua, y de él conserva la mayor parte del texto, a excepción de las líneas iniciales. El Poema de los Hermanos se conoce a través de un único original, escrito en un fragmento de un papiro que contiene una serie de poemas atribuidos a Safo. En él, Safo menciona a dos de sus hermanos, Charaxos y Larichos, siendo esta la única mención conocida que Safo hace de ellos, aunque sus nombres se conocen a través de otras fuentes. Dichas referencias, además de aspectos lingüísticos y estilísticos, han servido para establecer su autoría.
El Poema de los Hermanos está escrito en forma de carta (posiblemente de Safo misma), dirigida a una persona desconocida. En él, el hablante regaña al destinatario por decir repetidamente que Charaxos regresará (posiblemente de un viaje comercial), manteniendo que su seguridad está en las manos de los dioses y ofreciéndose a rezar a Hera para su regreso. A continuación, la narración cambia el foco de atención de Charaxos a Larichos. El hablante tiene la esperanza de que este último solucionará los problemas de la familia cuando se haga un hombre.
Los expertos tienden a considerar que la importancia del poema recae más en su valor histórico que en su valor literario, centrando su investigación se las identidades del hablante y el destinatario, y en su contexto histórico; mientras que otros examinan el valor del poema en el corpus de la poesía de Safo, así como su conexión con la épica griega, particularmente con el nostos de la Odisea.

## Conservación
Se estima que Safo escribió alrededor 10 000 líneas de poesía, de las cuales apenas se conservan 650. De hecho, solo hay un poema que se sepa que está completo, la Oda a Afrodita, y de muchos poemas solo se conoce una única palabra. En 2014, Dirk Obbink, Simon Burris y Jeffrey Fish publicaron cinco fragmentos de papiro que contenían nueve poemas independientes de Safo, tres de ellos desconocidos hasta la fecha. Este hallazgo constituye la expansión más grande del corpus superviviente de la obra de Safo en 92 años. El fragmento del Poema de los Hermanos, denominado P. Sapph. Obbink, destaca sin duda, y forma parte de una edición crítica del Libro I de Poesía de Safo. Las siguientes nueve líneas constituyen el poema de Kypris.
P. Sapph. Obbink es, según el autor y académico James Romm, el papiro de Safo mejor conservado. Formaba parte de la colección personal de David Moore Robinson, quien se lo cedió a la biblioteca de la Universidad de Misisipi. Robinson le había comprado el fragmento en 1954 a un comerciante egipcio, Sultan Maguid Sameda, propietario de una galería de arte en el Cairo. En 2011, la biblioteca vendió en subasta el papiro a un coleccionista de Londres. Fue este dueño anónimo quien dio a Obbink, cabeza del proyecto Papiros de Oxirrinco de la Universidad de Oxford, acceso al papiro y permiso para publicarlo. Un segundo papiro, Papiro Oxyrhynchus 2289, publicado por Edgar Lobel en 1951, conserva lo suficiente del Poema de los Hermanos como para mostrar que al menos una estrofa precedía al extracto bien conservado. Al igual que con el resto de la poesía de Safo, el Poema de los Hermanos estaba originalmente concebido para ser interpretado acompañado de música, aunque la melodía no se conserva. Aristóxeno afirmaba que Safo utilizaba el modo mixolidio, y en la Antigüedad se la asociaba con el barbitón (un instrumento de cuerda similar a la lira). Basándose en esta información, Armand D'Angour ha puesto música al poema en un intento de reconstruir cómo podría haber sonado en la Antigüedad.

## Poema

### Contenido

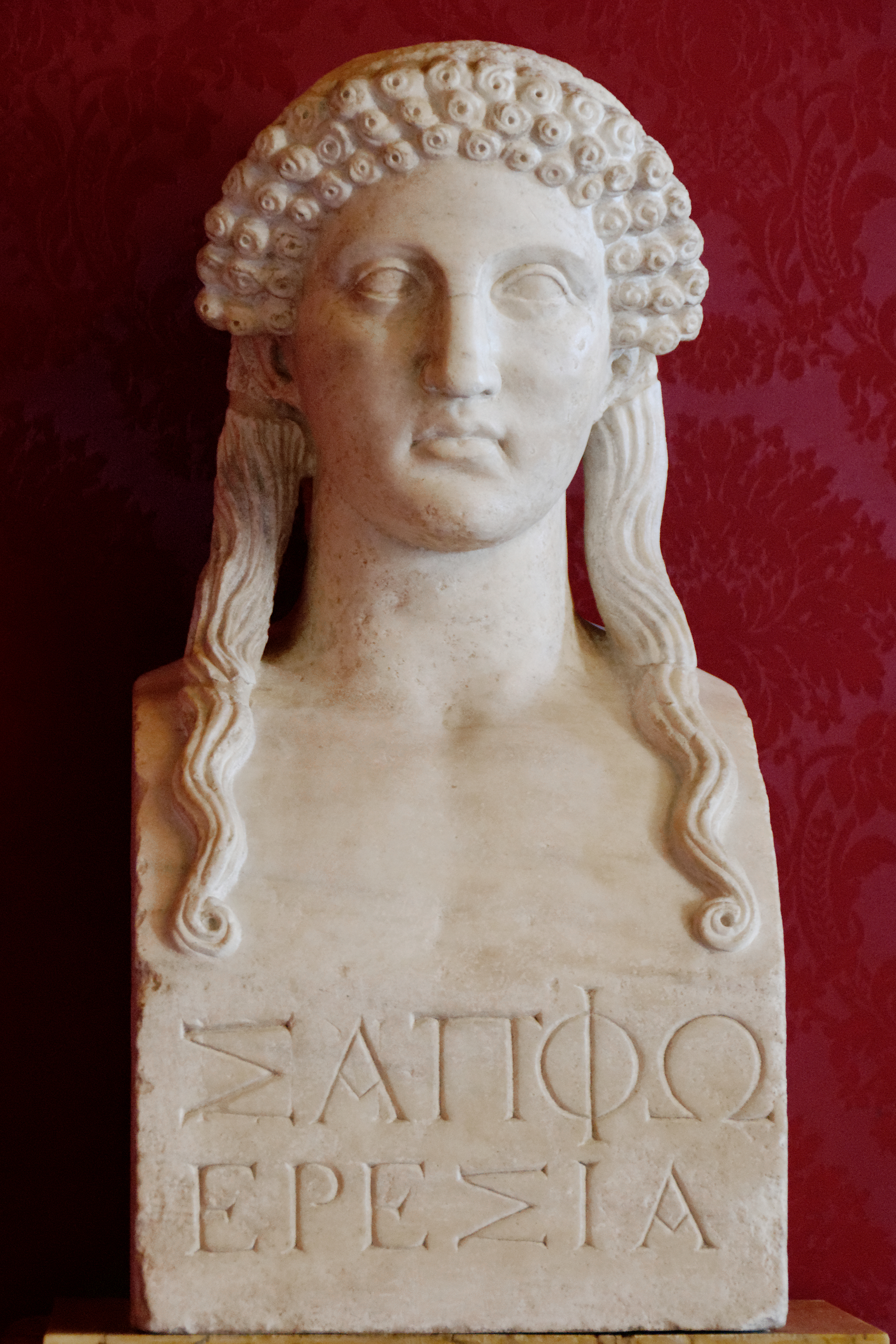
Escultura Romana de Safo basada en un modelo de la Grecia Clásica. En la inscription se lee ΣΑΠΦΩ ΕΡΕΣΙΑ, o "Safo de Ereso".

El Poema de los Hermanos consta de 20 líneas, escritas en cinco estrofas sáficas, una métrica así denominada en honor a Safo. Esta está compuesta por tres líneas largas seguidas de una línea más corta. Aunque se desconoce el comienzo del poema, se estima que el trabajo completo tenía entre una y tres estrofas más. El Poema de los Hermanos se encuadra dentro del género de oraciones de regreso. Otros trabajos de Safo que tratan este tema son los fragmentos 5, 15 y 17.
La narración está estructurada en dos secciones paralelas, y cada una de ellas se centra en un hermano de Safo. El hablante espera que Charaxos regrese con éxito de un viaje comercial, y que Larichos se convierta en un hombre y tome su puesto en las élites sociales de Lesbos.
Las dos primeras estrofas describen la llegada de Charaxos. En la primera, el hablante reprocha al destinatario por decir repetidamente que Charaxos regresará "con su barco lleno", pues solo los dioses pueden saber tales cosas, y que el destinatario tendría que enviarla a rogar a Hera por el regreso seguro de Charaxos. Las tercera y cuarta estrofas son una reflexión más general de la dependencia humana en los dioses. El hablante afirma que la fortuna humana puede cambiar, pues Zeus da buena fortuna a aquellos a quien favorece ("los vientos justos rápidamente siguen vendavales duros"). En la estrofa final, el hablante espera que Larichos "[suba] alta su cabeza" y "se convierta en un un ανερ [hombre] en todos los sentidos", como indica Obbink, y libere a su familia de sus problemas.

### Autoría
Cuando Obbink publicó el poema en 2014, se lo atribuyó a Safo basándose en su métrica, dialecto (Griego eólico) y menciones de Charaxos y Larichos, ambos identificados en otras fuentes como sus hermanos. Es posible que el texto sea una falsificación antigua, aunque de serlo dataría al menos de la época clásica, pues estaba incluido en algunas ediciones helenísticas de Safo (de donde derivan P. Sapph. Obbink y P. Oxy. 2289). Sin embargo, Heródoto afirma que Charaxos aparecía mencionado en poemas que se atribuyeron a Safo durante el siglo V a. C., por lo que es posible que sea al menos auténtico del Lesbos arcaico.

### Contexto
La poesía del primer libro de la edición Alejandrina parece haber sido o bien sobre la familia y las prácticas religiosas o de culto, o bien sobre la pasión y el amor. El Poema de los Hermanos se centra en su familia. Su contexto original de puesta en escena es incierto, pero la mayoría de los expertos están de acuerdo en que seguramente estaba pensado para una actuación en monodia— es decir, para un único cantante en lugar de un coro.

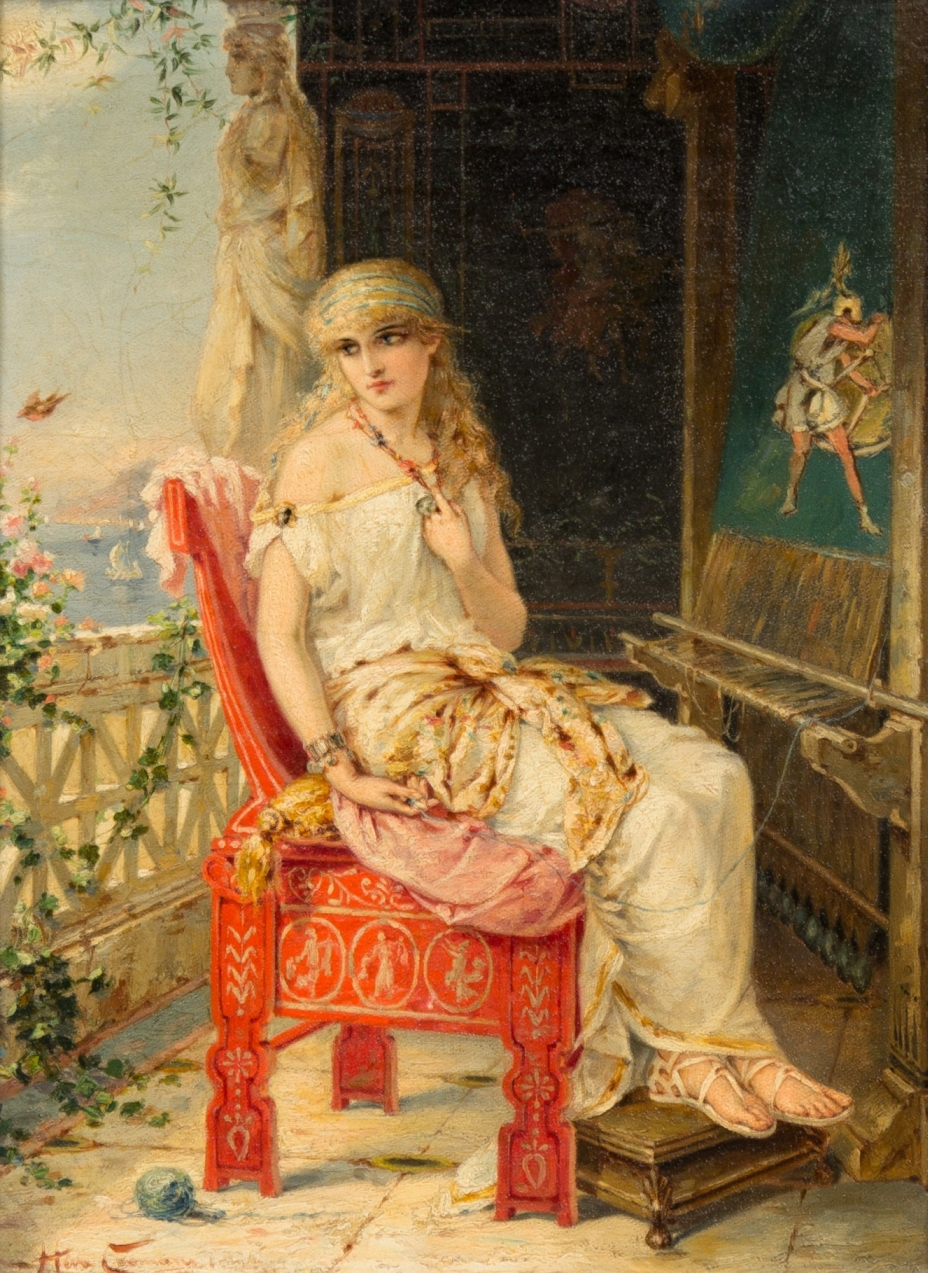
La función del hablante (posiblemente Safo misma) en el Poema de los Hermanos se ha comparado con aquel de Penélope en la Odisea; pues aguarda el regreso de Charaxos como Penélope (aquí retratada por Heva Coomans) espera a su marido Ulises.

La hermandad era un tema frecuente en la poesía griega arcaica, y la relación entre hermanos se utilizaba a menudo para explorar concepciones de comportamiento apropiado. El Poema de los Hermanos podría ser uno de varios sobre Charaxos y Larichos, y Eva Stehle sugiere que podría haber sido parte de una "serie de 'poemas de hermanos'". Sin embargo, David Gribble apunta que los fragmentos de la obra de Safo que se conservan son insuficientes para concluir que la poetisa compusiera una serie narrando la historia de Charaxos y Doricha.
Safo describe a Charaxos como irresponsable, y a Larichos como su contraparte más respetable. A diferencia de las versiones de este tropo en Homero y Hesíodo, Safo inserta a una tercera figura, femenina, en la relación. En este esquema, la figura con autoridad moral es incapaz de ser un ejemplo a seguir para el caprichoso Charaxos debido a su género; tiene que confiar en Larichos, quien todavía tiene el potencial de convertirse en un adulto íntegro. Así, Laura Swift ve el poema como un ejemplo de Safo reconstruyendo los tropos épicos desde una perspectiva femenina —como también hace en el fragmento 16.
Muchos académicos han visto similitudes entre la odisea de Homero y el Poema de los Hermanos. Bär describe la épica como "intertexto crucial" para el Poema de los Hermanos. La relación en el poema entre el hablante, Charaxos, y Larichos es paralela a aquella de Penélope, Ulises y Telémaco en Homero: En el Poema de los Hermanos, el hablante aguarda el regreso Charaxos del extranjero y la mayoría de edad de Larichos; en la Odisea, Penélope espera el regreso de Ulises y la mayoría de edad de Telémaco. Además, Anton Bierl sugiere que la situación de Charaxos en Egipto —según Heródoto, enamorado de la cortesana Rhodopis— es paralela a la captura de Ulises por parte de Calipso y Circe. Un paralelismo específico a la historia de regreso de Ulises puede encontrarse en la línea 9. Safo utiliza el adjetivo ἀρτεμὲς ("seguro"), que solo aparece una vez en la Odisea, en 13.43, cuando Ulises espera regresar a Ítaca para encontrar a su familiar a salvo —tal y como el narrador espera en la tercera estrofa que Charaxos regresará a Lesbos para encontrar su familia a salvo.
Mueller Sugiere que el Poema de los Hermanos es una reescritura deliberada de la historia Homérica, centrada en la relación fraternal entre Safo y Charaxos en contraste a la relación conyugal entre Ulises y Penélope. Según Anastasia-Erasmia Peponi, esto tendría que estudiarse en el contexto de la tradición griega arcaica de discursos domésticos—y específicamente de hermanas.

## Obras citadas
- Bär, Silvio (2016). "'Ceci n'est pas un Fragment': Identity, Intertextuality and Fictionality in Sappho's 'Brothers Poem'". Symbolae Osloenses. 90 (1): 8–54. doi:10.1080/00397679.2016.1253259.
- "Sappho's 'New' Poem Sung". BBC. 5 de mayo de 2015. Archived from the original on 12 de febrero de 2020. Retrieved 12 de febrero de 2020.
- Bierl, Anton (2016). "'All You Need is Love': Some Thoughts on the Structure, Texture, and Meaning of the Brothers Song as well as on Its Relationship to the Kypris Song (P. Sapph. Obbink)". In Bierl, Anton; Lardinois, André (eds.). The Newest Sappho: P. Sapph. Obbink and P. GC inv. 105, frs.1–4. Leiden: Brill. pp. 302–336. ISBN 978-90-04-31483-2.
- Bierl, Anton; Lardinois, André (2016). "Introduction". In Bierl, Anton; Lardinois, André (eds.). The Newest Sappho: P. Sapph. Obbink and P. GC inv. 105, frs.1–4. Leiden: Brill. pp. 1–9. ISBN 978-90-04-31483-2.
- Gribble, David (2016). "Getting Ready to Pray: Sappho's New 'Brothers' Song". Greece & Rome. 63 (1): 29–68. doi:10.1017/S0017383515000248.
- Kurke, Leslie (2016). "Gendered Spheres and Mythic Models in Sappho's Brothers Poem". In Bierl, Anton; Lardinois, André (eds.). The Newest Sappho: P. Sapph. Obbink and P. GC inv. 105, frs.1–4. Leiden: Brill. pp. 238–265. ISBN 978-90-04-31483-2.
- Lardinois, André (2016). "Sappho's Brothers Song and the Fictionality of Early Greek Lyric Poetry". In Bierl, Anton; Lardinois, André (eds.). The Newest Sappho: P. Sapph. Obbink and P. GC inv. 105, frs.1–4. Leiden: Brill. pp. 167–187. ISBN 978-90-04-31483-2.
- Mueller, Melissa (2016). "Re-Centering Epic Nostos: Gender and Genre in Sappho's Brothers Poem". Arethusa. 49 (1): 25–46. doi:10.1353/are.2016.0004.
- Obbink, Dirk (2014). "Two New Poems by Sappho". Zeitschrift für Papyrologie und Epigraphik. 189: 32–49. JSTOR 23850358.
- Obbink, Dirk (2015). Provenance, Authority, and Text of the New Sappho Papyri (PDF). Society for Classical Studies: New Fragments of Sappho. New Orleans. Archived from the original (PDF) on 23 de julio de 2017.
- Peponi, Anastasia-Erasmia (2016). "Sappho and the Mythopoetics of the Domestic". In Bierl, Anton; Lardinois, André (eds.). The Newest Sappho: P. Sapph. Obbink and P. GC inv. 105, frs.1–4. Leiden: Brill. pp. 225–237. ISBN 978-90-04-31483-2.
- Rayor, Diane; Lardinois, André (2014). Sappho: A New Translation of the Complete Works. Cambridge: Cambridge University Press. ISBN 978-1-107-02359-8.
- Romm, James (28 de enero de 2014). "Scholars Discover New Poems from Ancient Greek Poetess Sappho". The Daily Beast. Archived from the original on 28 de enero de 2014.
- Sachs, Rioghnach (2019). "Transgressing Translations: Interpreting Ancient Lesbian Texts as Anglican Hymns" (PDF). Journal of Languages, Texts and Society. 3.
- Stehle, Eva (2016). "Larichos in the Brothers Poem: Sappho Speaks Truth to the Wine-Pourer". In Bierl, Anton; Lardinois, André (eds.). The Newest Sappho: P. Sapph. Obbink and P. GC inv. 105, frs.1–4. Leiden: Brill. pp. 266–292. ISBN 978-90-04-31483-2.
- Swift, Laura (30 de enero de 2014). "New Sappho Poems Set Classical World Reeling". The Conversation. Archived from the original on 8 de abril de 2017.
- Swift, Laura (2018). "Thinking with Brothers in Sappho and Beyond" (PDF). Mouseion: Journal of the Classical Association of Canada. 5 (1): 71–87. doi:10.3138/mous.15.1.6.
- West, Martin L. (2014). "Nine Poems of Sappho". Zeitschrift für Papyrologie und Epigraphik. 191: 1–12. JSTOR 43909573.
- Whitmarsh, Tim (30 de enero de 2014). "Sappho Sings Again". Huffington Post. Archived from the original on 20 de diciembre de 2016.

- Datos: Q22906931